# 2013 aux États-Unis
Chronologie des États-Unis
- 2009
- 2010
- 2011
- 2012
- 2013
- 2014
- 2015
- 2016
- 2017

 2000 par pays en Amérique - 2012 par pays en Amérique - 2013 par pays en Amérique
2014 par pays en Amérique - 2015 par pays en Amérique 
Cette page concerne des événements qui se sont produits durant l'année 2013 du calendrier grégorien aux États-Unis.

## Gouvernement
- Président : Barack Obama (Démocrate)
- Vice-président : Joe Biden (Démocrate)
- Chief Justice : John Roberts Junior
- Président de la Chambre des représentants : John Boehner (R-Ohio)
- Chef des démocrates au Sénat : Harry Reid (D-Nevada)
- Secrétaire d'État : Hillary Rodham Clinton (jusqu'au 20 janvier)/John Kerry

## Évènements
- 15 avril : Double attentat du marathon 2013 de Boston.
- 17 avril :
  - une explosion de l'usine d'engrais à l'ouest du Texas, faisant 14 morts et 160 blessées[1] ;
  - un homme a été arrêté en liaison avec les attentats à la ricine tentée sur le président américain Barack Obama et plusieurs sénateurs[2] ;
- 21 avril : Drew Peterson, ancien policier se voit infliger 38 ans de prison pour le meurtre de Kathleen Savio.
- 17 mai : accident ferroviaire de Fairfield ;
- 6 juin : Révélations d'Edward Snowden ;
- 28 juin : Incendie de Yarnell Hill
- Fin juin : début d'une canicule.
- 21 novembre : le Sénat vote « l'option nucléaire » et limite grandement le filibuster.
- 20 au 23 décembre : verglas massif de décembre 2013 dans le nord-est de l'Amérique du Nord.
- Au cours de l'année 2013 : création du Temple satanique.